# Radio Televisión Yugoslava
La Radio y Televisión Yugoslava (Jugoslоvenska Radiotelevizija o JRT) fue el ente público de radiodifusión de la República Federal Socialista de Yugoslavia, hasta su desaparición en 1992. El ente estaba conformado por la unión de los distintos entes de radio y televisión subnacionales (tanto repúblicas como provincias autónomas) que en conjunto conformaban la federación yugoslava:
|                         | Ente            | Sede Central |
| ----------------------- | --------------- | ------------ |
| RS Bosnia y Herzegovina | Radio Sarajevo  | Sarajevo     |
| RS Croacia              | Radio Zagreb    | Zagreb       |
| RS Macedonia            | Radio Skopje    | Skopje       |
| RS Montenegro           | Radio Titogrado | Titogrado    |
| RS Serbia               | Radio Belgrado  | Belgrado     |
| PAS Voivodina           | Radio Novi Sad  | Novi Sad     |
| PAS Kosovo              | Radio Pristina  | Pristina     |
| RS Eslovenia            | Radio Slovenija | Liubliana    |

La JRT fue uno de los miembros fundadores de la Unión Europea de Radiodifusión, además de ser el único estado socialista perteneciente a esta organización.
Entre las actividades del ente, cabe destacar la realización del Jugovizija, concurso en el cual, las distintas radiodifusoras que conformaban el ente, presentaban sus canciones, para luego, escoger la que representaría a Yugoslavia en el Festival de la Canción de Eurovisión.
Durante la partición de Yugoslavia, muchas de sus antiguas unidades federales se proclamaron a sí mismas como independientes, a la vez que sus respectivos centros radiodifusores cambiaban de nombre, como por ejemplo:
| País                                                                                  | Organismo                                       | Año  | Siglas  |
| ------------------------------------------------------------------------------------- | ----------------------------------------------- | ---- | ------- |
| Bosnia y Herzegovina                                                                  | Radio-Televizija Bosne i Hercegovine            | 1992 | RTBiH   |
| República Srpska (entidad serbia de Bosnia y Herzegovina)                             | Radio Televizija Republike Srpske               | 1992 | PTPC    |
| Federación de Bosnia y Herzegovina (entidad croato-musulmana de Bosnia y Herzegovina) | Radio-Televizija Federacije Bosne i Hercegovine | 1992 | RTVFBiH |
| Croacia                                                                               | Hrvatska Radiotelevizija                        | 1990 | HRT     |
| Eslovenia                                                                             | Radiotelevizija Slovenija                       | 1991 | RTVSLO  |
| Macedonia                                                                             | Makedonska Radio Televizija                     | 1993 | MKRTV   |
| Montenegro                                                                            | Radio-televizija Crne Gore                      | 1992 | RTCG    |
| Serbia                                                                                | Radio-televizija Srbije                         | 1992 | PTC     |
| Kosovo (Soberanía discutida)                                                          | Radio Televizioni i Kosovës                     | 1992 | RTK     |
| Voivodina (provincia autónoma de Serbia)                                              | Radio-Televizija Vojvodine                      | 1992 | PTB     |